# Theo de Rooij

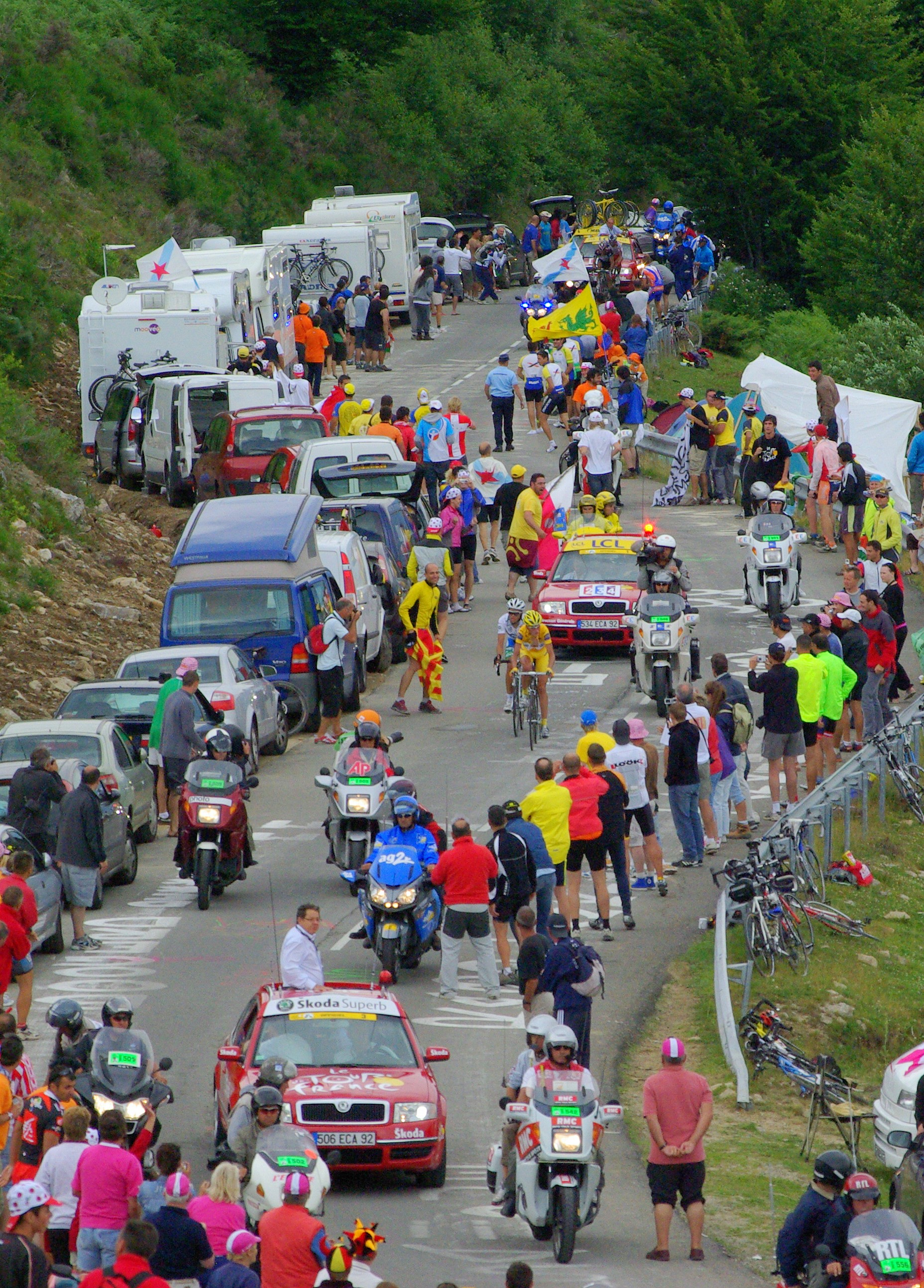
Michael Rasmussen i gult under Tour de France den 22 juli 2007, tre dagar senare togs han ur loppet av de Rooij.

Theo de Rooij (även stavat "Rooy"), född den 25 april 1957 i Harmelen, är en nederländsk före detta landsvägscyklist som var professionell från 1980 till 1990. Bland hans meriter märks segrar i Trofeo Laigueglia 1982, Kampioenschap van Vlaanderen 1980, GP Union Dortmund 1981 och 1983, samt totalsegern i Deutschland Tour 1982. Nämnas kan också hans båda andraplatser i Tour de Suisse 1982 och Ronde van Nederland 1985.
Efter karriären fortsatte de Rooij som ledare och som sådan är han kanske mest känd för att han som stallchef för Rabobank uteslöt Michael Rasmussen ur laget då denne innehade den gula ledartröjan under Tour de France 2007. Strax därefter avsade sig de Rooij sin plats. Theo de Rooij uttalade 2012 att "om det [doping] förekom så var det ett välavvägt beslut av den medicisnska personalen" och underströk att stallet aldrig uppmuntrade till eller betalade för det. Ä andra sidan sade Rasmussen 2013 att "alla lagets medlemmar använde någon form av doping som tillhandahölls av stallet".

## Meriter

### Amatör
1978
Vinnare av Slovakien runt

### Professionell
| 1980 Vinnare av Kampioenschap van Vlaanderen Vinnare av etapp 2 i Tour de Romandie 2:a i Trofeo Baracchi med Ludo Peeters 3:a i linjelopp vid Nederländska mästerskapen 4:a i Lombardiet runt 4:a i Scheldeprijs 5:a i Brabantse Pijl 5:a totalt i Tour d'Indre-et-Loire 7:a i Leeuwse Pijl 9:a i Polder-Kempen 10:a totalt i Tour de Suisse 10:a i Grand Prix des Nations (ITT) 1981 Vinnare av GP Union Dortmund 2:a totalt i Deutschland Tour 4:a i Trofeo Baracchi med Ronny Claes 5:a i linjelopp vid Nederländska mästerskapen 7:a i Giro di Romagna 7:a i Paris–Tours 7:a i Giro dell'Emilia 9:a totalt i Setmana Catalana de Ciclisme 1982 Vinnare totalt av Deutschland Tour Vinnare av etapp 5b (ITT) Vinnare av Trofeo Laigueglia 2:a totalt i Tour de Suisse Vinnare av etapp 6 2:a totalt i Setmana Catalana de Ciclisme 4:a i Trofeo Baracchi med Ferdi Van Den Haute 7:a totalt i Tirreno-Adriatico 7:a i Nationale Sluitingsprijs 10:a i Paris–Tours 1983 Vinnare av GP Union Dortmund Vinnare av Tour du Hainaut Occidental 7:a totalt i Ronde van Nederland 7:a i Giro del Lazio | 1984 2:a i Brabantse Pijl 2:a i GP Union Dortmund 7:a i GP de Fourmies 7:a i linjelopp vid Nederländska mästerskapen 9:a i Amstel Gold Race 9:a i GP Raymond Impanis 1985 Vinnare av etapp 1 av Tour of Norway Vinnare av prologen i Setmana Catalana de Ciclisme (ITT) 2:a totalt i Ronde van Nederland 4:a i GP Raymond Impanis 7:a totalt i Étoile de Bessèges 7:a i GP de Bessèges 9:a i Grand Prix de Wallonie 10:a totalt i Tirreno-Adriatico 1986 2:a i Circuit des Frontières 4:a i GP Odiel Lambrechts 5:a i GP Raymond Impanis 1987 3:a i linjelopp vid Nederländska mästerskapen 7:a i Grand Prix d'Isbergues 7:a i Le Samyn 8:a i Circuit des Frontières 10:a i Amstel Gold Race 1989 6:a totalt i Ronde van Nederland Vinnare av etapp 5 2:a i Dwars door België 7:a i GP des Amériques 1990 6:a totalt i Étoile de Bessèges |